# Икрамов, Камил Акмалевич
Камил Акмалевич Икра́мов (10 сентября 1927, Самарканд — 4 июня 1989, Москва) — советский писатель, драматург и публицист.

## Биография
Отец Камила Икрамова — узбек, первый секретарь ЦК КП Узбекистана Акмаль Икрамович Икрамов (1898—1938), мать — еврейка, заместитель наркома земледелия Узбекской ССР Евгения Львовна Зелькина (1900—1938), выпускница Института красной профессуры, руководитель Восточной секции Аграрного института Коммунистической академии, член редколлегии журнала «На аграрном фронте», автор книги «Очерки по аграрному вопросу в Средней Азии» (1930).
В сентябре 1937 года отец был арестован по делу правотроцкистского блока (вместе с Н. И. Бухариным, А. И. Рыковым, Н. Н. Крестинским, Х. Г. Раковским и другими). Решением суда на Третьем Московском процессе был приговорён к расстрелу, приведённому в исполнение в середине марта 1938 года. Мать была арестована и приговорена к расстрелу 28 марта того же года, а Камил переехал в Москву к деду и бабушке — врачу Льву Захаровичу Зелькину и литератору Берте Павловне Зелькиной, которые жили в Черниговском переулке, дом 4, кв. 23.
В ноябре 1943 года был арестован за антисоветскую агитацию и приговорен к пяти годам исправительно-трудового лагеря. Отбывал срок в Усольлаге. В 1948 году был освобождён, но в 1951 году был повторно арестован по той же статье. В 1951—1955 годах отбывал наказание в Карагандинском лагере.
В 1956 году поступил в Московский областной педагогический институт имени Крупской, на филологический факультет, окончил в 1961 году.
С 1956 года публикуется, начав с журналистики. Писал произведения для детей и юношества. Автор исторических романов, киносценариев ("Красные пески").
Умер в 1989 году в Кёльне. Похоронен на Кунцевском кладбище.

## Семья
Был женат на Ирине Даниловне Брауде (1938—2004), которая вторым браком в 1964 году вышла замуж за писателя Владимира Войновича.
Вторая жена (с 1963 года) — журналистка Ольга Ростиславовна Сидельникова (Сидельникова-Вербицкая, 1941-2022), автор мемуаров «На что душа моя оглянется» (2007), вторым браком была замужем за литератором Юрием Всеволодовичем Вербицким (1927—2018); дочь — Анна Камиловна Икрамова-Эггелинг.

## Публикации
| Год  | Название                              | Примечание                               |
| ---- | ------------------------------------- | ---------------------------------------- |
| 1960 | Караваны уходят — пути остаются       | роман                                    |
| 1961 | Махмуд-канатоходец                    | повесть                                  |
| 1962 | Белый флаг                            | пьеса, в соавторстве с В. Ф. Тендряковым |
| 1965 | Злая мачеха                           | сборник рассказов                        |
| 1967 | Улица Оружейников                     | повесть                                  |
| 1970 | Круглая печать                        | повесть                                  |
| 1973 | Скворечник, в котором не жили скворцы | повесть                                  |
| 1976 | Воздушная тревога                     | пьеса                                    |
| 1978 | Если мы ещё раз вернёмся на эту землю | пьеса                                    |
| 1979 | Всё возможное счастье                 | повесть                                  |
| 1979 | Пехотный капитан                      | повесть                                  |
| 1983 | Семёнов                               | повесть                                  |
| 1984 | Ход вещей                             | роман                                    |
| 1988 | Всё будет хорошо                      | повесть                                  |
| 1989 | Славно за бугром коней пасти...       | повесть                                  |
| 1991 | Дело моего отца                       | роман-хроника                            |

## Награды и звания
- Лауреат конкурса на лучшую книгу для детей (1967)
- орден «Знак Почёта» (5.11.1987)
- народный писатель Узбекской ССР (09.09.1987)